# Ла Сал (Колорадо)
Ла Сал (енгл. La Salle) град је у америчкој савезној држави Колорадо.

## Демографија
По попису из 2010. године број становника је 1.955, што је 106 (5,7%) становника више него 2000. године.
| Група             | 2000.         | 2010.         |
| Белци             | 1.219 (65,9%) | 1.228 (62,8%) |
| Афроамериканци    | 7 (0,4%)      | 8 (0,4%)      |
| Азијати           | 3 (0,2%)      | 10 (0,5%)     |
| Хиспаноамериканци | 585 (31,6%)   | 685 (35,0%)   |
| Укупно            | 1.849         | 1.955         |